# Jorge Melício

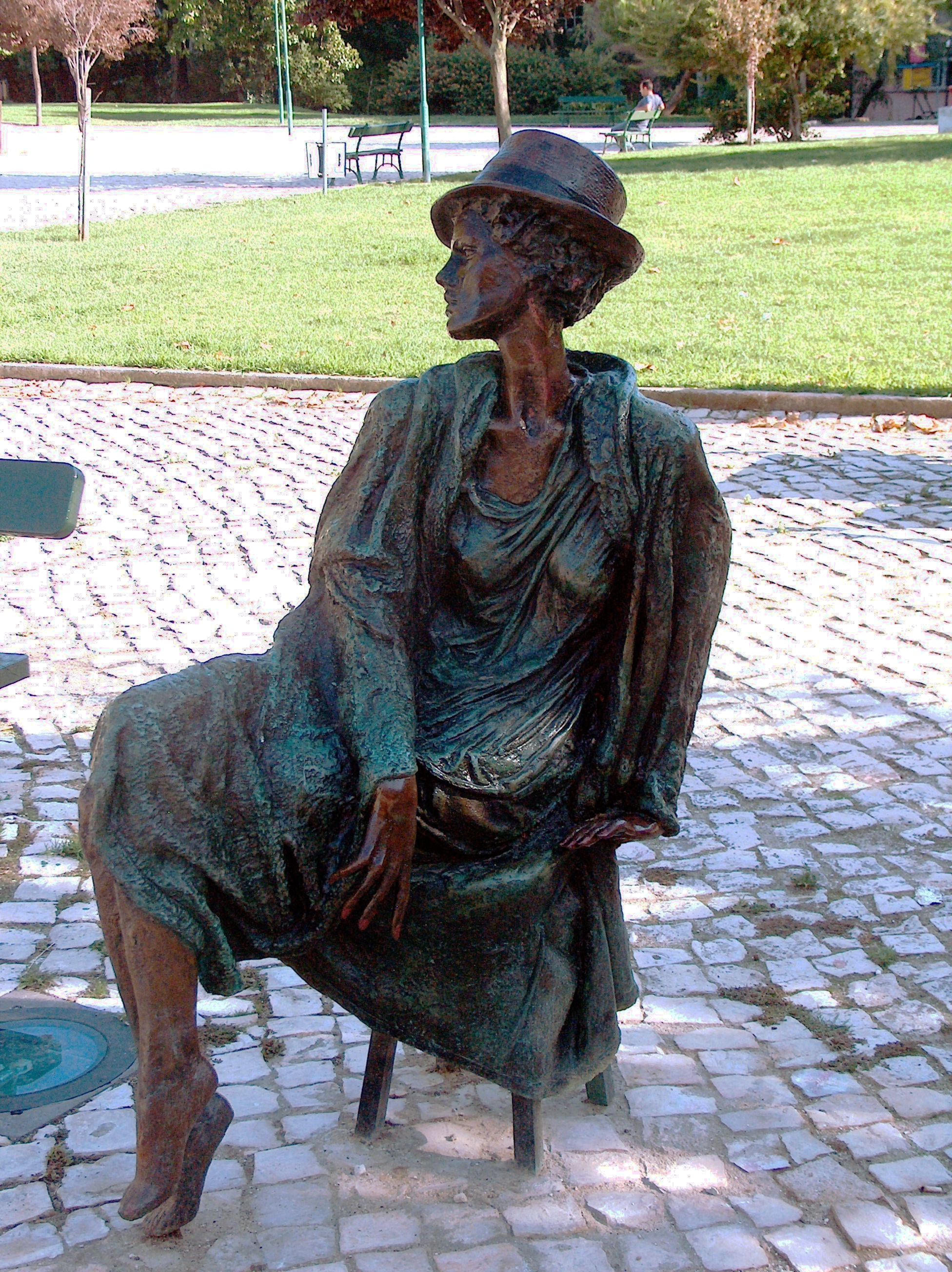
Bronzeskulptur aus der Figurengruppe A Família

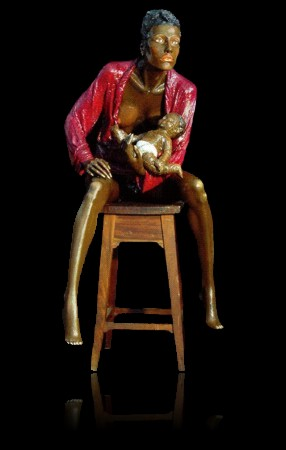
Bronzeskulptur Mutter mit Kind

Jorge Melício (* 20. März 1957 in Lobito in Angola) ist ein portugiesischer Bildhauer und Künstler.

## Leben
Melício wurde in der damaligen portugiesischen Kolonie Angola geboren und lebt seit seinem siebten Lebensjahr in Lissabon.
Er besuchte die Escola de Artes Decorativas António Arroio und die Escola Superior de Belas-Artes de Lisboa. In den 1970er Jahren erstellte er Ton- und Steinskulpturen für die Gemeinde (Freguesia) Pêro Pinheiro. Seine Kunstwerke sind im Bestand vieler Museen und Privatsammlungen. Im Café A Brasileira hängt ein Gemälde von ihm. Seine Skulpturen im öffentlichen Raum sind an vielen Orten in Portugal vorzufinden. Beispiele hierfür sind die Figurengruppe A Família im Jardim Fernando Pessoa in der Nähe der Stadtverwaltung von Lissabon und das aus Keramik erstellte Denkmal über das Leben und Schaffen der Königin Elisabeth von Portugal am Standort der Caixa Geral de Depósitos in Lissabon. Melício  wurde von der Verwaltung der Metropolitano de Lisboa für die künstlerische Verschönerung eines ihrer Bahnhöfe ausgewählt.

## Auszeichnungen
- Bronzemedaille des Museu Diogo Gonçalves (Portimão)[1]
- Designpreis ICS für Beschichtungen (Mailand)[1]
- Silbermedaille (Castelo Branco)[1]